# Kyrillos af Jerusalem
 For alternative betydninger, se Kyrillos. (Se også artikler, som begynder med Kyrillos)
Kyrillos (født ca. 315, død 18. marts 386) var patriark i Jerusalem og en fremragende teolog, regnet som kirkefader. Kyrillos ses som helgen i den romerskkatolske kirke og de østortodokse kirker. I 1882 udråbtes han som kirkelærer.

## Liv
Kyrillos fik en omhyggelig uddannelse, og efter at have levet en tid ensom i menigheden, blev han præsteviet i 345. Biskoppen i Jerusalem gav ham det hverv at undervise dem, der skulle døbes. Et resultat af hans undervisning som religionslærer er de endnu bevarede Katekeser, hvoraf atten handler om dåben og den kristne tro til læsning for dem, der snart skulde døbes, eller som var døbte, og blev forkyndt for nogle dåbskandidater i Den Hellige Gravs Kirke under fasten i år 348. Fem andre katekeser omhandler dåb og nadver, gudstjenesten og Fadervor, og er kun for de døbte.
I 351 blev Kyrillos patriark i Jerusalem. Han indtog en mellemstilling mellem arianere og nikænere, hvorfor han blev angrebet fra begge sider. Hans metropolit, biskop Akakios i Cæsarea, var den værste, og fik ham afsat på en palæstinensisk synode. Under Julian Apostata kom han tilbage til sit stift, under kejser Valens måtte han atter forlade det, men efter dennes død sad han rolig i sit embede.
Han var dog overvældet af arbejde mod kætteriet og usædeligheden i sin menighed. Kyrillos var til stede på kirkemødet i Konstantinopel i 381. Det såkaldte nikænsk-konstantinopolitanske symbol er sandsynligvis for en stor del dannet af Kyrillos.

## Kirkeårets tilblivelse
I Katekeser ivrer Kyrillos for at gøre Jerusalem kendt som en hellig by. Alle de evangeliske steder besad efter hans mening evnen til at "bringe til skam" og "vise Kristus for de trofastes øjne". Tyve år efter at Konstantin den Stores mor, kejserinde Helena, i 326 havde besøgt Jerusalem, udtalte Kyrillos, at "korsets træ" nu var blevet "sendt rundt om til hele verden". I modsætning til den lokale ærkebiskop Eusebius gik Kyrillos god for, at træværket faktisk stammede fra Jesu kors, selv om samtidige kilder ikke forbandt kejserens mor med fundet af et angiveligt kors. Kyrillos henviste alligevel i sine Katekeser fem gange til det "sande kors", skænket til "de trofaste, sådan at det kunne fylde hele verden": Ligesom apostlene havde bragt budskabet om korset ud til verden i det første århundrede, skulle vigtige gæster nu få lov til at forlade Jerusalem medbringende nogle af korsets fysiske rester. Kyrill forsikrede sig om, at de blev udstillet hver langfredag, så de troende kunne ære og kysse dem; men han holdt også øje med det hellige træværk, da en pilgrim tidligere havde "bidt et stykke af det hellige træværk og stjålet det", fortæller han. På den tid, Helenas besøg fandt sted, var Jerusalem for mange kendt under sit hedenske navn Aelia, og biskopperne i Aelia var underlagt jurisdiktionen i Cæsarea. Men i 415 var Jerusalem forvandlet til et af de fem patriarkater i kirken, efter Rom, Alexandria, Antiokia og Konstantinopel. En anden udvikling, Kyrillos havde ivret for, var en bønneform, der afhang af årstid, sådan at julen fejredes med Betlehem i centrum, og Kristi himmelfart på Oliebjerget. På denne måde tog kirkeåret form i retning af det, vi kender i dag.
Da Egeria, sandsynligvis en spansk nonne, fejrede Den stille uge i Det hellige land i 381 mens Kyrillos endnu sad som patriark, kunne hun vælge mellem blandt andet "Lazarus-lørdag", dvs palmelørdag (gudstjeneste i Betania), palmesøndag (optog fra Eleona-kirken, som Helena fik opført i 333, og ind til byen), skærtorsdagsfejring med oplæsning af skriftsteder i Eleona-kirken, salmesang og oplæsning langfredag efter midnat i Imbomon, og optog ned til Getsemane lige før solopgang, hvorefter "korsets træ" blev udstillet på Golgata, mens første påskedag fejredes med gudstjenester i Eleona og Imbomon. Imbomon var stedet, hvorfra Jesus steg til himmels. Pilgrimmen Egeria, der var ankommet Jerusalem fra Konstantinopel i foråret 381, foretog en rundrejse på muldyr og til fods gennem tre år, før hun tog hjemad via Antiokia, Edessa (Şanlıurfa) og Konstantinopel efter påsken 384, som hun tilbragte i Jerusalem. I sin beskrivelse, der først blev genfundet i Arezzo i 1884, fortæller hun om palmesøndag år 384, at de troende klokken tre gik op til Imbomon, sang salmer og satte sig ned dér for at vente på Kyrillos. Manuskriptet kan give indtryk af, at Kyrillos selv tog Jesu plads på æslet. Alle bar palme- og olivengrene, "og dermed bliver biskoppen ledsaget på samme vis som Herren blev det i gamle dage." Egerias rejsebeskrivelse giver et godt indblik i, hvor meget de kristne pilgrimsrejser havde udviklet sig i løbet af de to generationer efter kejserinde Helenas besøg.